# Championnat d'Inde féminin de football
Le championnat d'Inde est une compétition de football féminin créée en 1991.

## Historique

### National Football Championship
À partir de 1991 se tient un championnat national entre des équipes représentants les différents états indiens. Ce championnat est largement dominé par le Manipur, un état de l'est du pays.
Il se dispute entre 24 équipes réparties en 8 groupes. Les champions des 8 groupes se qualifient pour les quarts de finale du tournoi final.

### Indian Women's League
L'Indian Women's League est créée en 2016, dans le but de professionnaliser le football féminin indien et d'améliorer les résultats de l'équipe nationale.
Lors de la première édition, le tournoi se déroule en trois phases :
- une phase de qualifications à l'échelle des états, dont sortent 20 équipes,
- un tournoi entre ces équipes, dont se qualifient 4 clubs,
- une phase finale avec ces 4 clubs, plus une section féminine d'un club d'I-League (le FC Pune City) et une autre d'un club d'ISL (Aizawl).

À l'issue de cette première édition, l'Eastern Sporting Union, un club du Manipur, remporte le tournoi en battant le Rising Student's FC en finale (3-0).
À partir de 2019-2020, le nombre d'équipes participant à la phase finale passe à douze.
Pour l'édition 2023-2024, le format change : il y désormais deux divisions et le championnat se dispute en matches aller-retour, dans les stades des clubs participants, au lieu du tournoi qui était organisé précédemment dans un lieu unique.

## Participants
| Club                   | Ville        |
| ---------------------- | ------------ |
| East Bengal FC         | Calcutta     |
| Gokulam Kerala         | Kozhikode    |
| HOPS FC                | New Delhi    |
| Kickstart FC Karnataka | Bangalore    |
| Nita FA                | Cuttack      |
| Odisha FC              | Bhubaneswar  |
| Sethu FC               | Madurai      |
| Sribhumi FC            | Chandernagor |

## Palmarès

### National Football Championship
| Saison    | Champion   |
| --------- | ---------- |
| 1991-1992 | Bengal     |
| 1992-1993 | Manipur    |
| 1993-1994 | Manipur    |
| 1994-1995 | Manipur    |
| 1995-1996 | Manipur    |
| 1996-1997 | Bengal     |
| 1997-1998 | Manipur    |
| 1999      | Manipur    |
| 2000      | Manipur    |
| 2001      | Manipur    |
| 2002      | Manipur    |
| 2003      | Manipur    |
| 2004      | Manipur    |
| 2005      | Manipur    |
| 2006      | Manipur    |
| 2007      | Manipur    |
| 2008      | Manipur    |
| 2009      | Manipur    |
| 2010      | Manipur    |
| 2011      | Odisha     |
| 2014      | Manipur    |
| 2016      | Railways   |
| 2017      | Manipur    |
| 2018      | Tamil Nadu |
| 2019      | Manipur    |
| 2022      | Manipur    |
| 2023      | Tamil Nadu |

#### Bilan par clubs
- 21 titres : Manipur
- 2 titres : Bengal, Tamil Nadu
- 1 titre : Orissa, Railways

### Indian Women's League
| Saison    | Champion                         | Finaliste/Deuxième               |
| --------- | -------------------------------- | -------------------------------- |
| 2016-2017 | Eastern Sporting Union (Manipur) | Rising Student's Club (Odisha)   |
| 2017-2018 | Rising Student's Club (Odisha)   | Eastern Sporting Union (Manipur) |
| 2018-2019 | Sethu Madurai                    | Manipur Police Sports Club       |
| 2019-2020 | Gokulam Kerala FC                | KRYPSHA FC                       |
| 2020-2021 | Compétition abandonnée           | Compétition abandonnée           |
| 2021-2022 | Gokulam Kerala FC                | Sethu FC                         |
| 2022-2023 | Gokulam Kerala FC                | Kickstart FC                     |
| 2023-2024 | Odisha FC                        | Gokulam Kerala FC                |
| 2024-2025 | East Bengal FC                   | Gokulam Kerala FC                |

#### Bilan par clubs
- 3 titres : Gokulam Kerala
- 1 titre : Eastern Sporting Union, Rising Student's Club, Odisha FC, East Bengal FC